# Sulmona

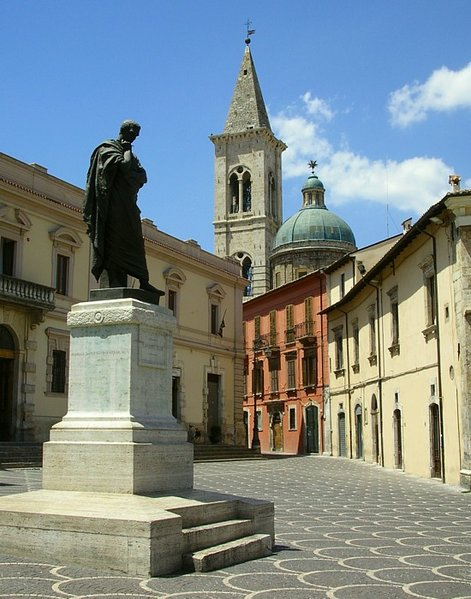
Sulmona

Sulmona (łac. Sulmo) – miejscowość i gmina we Włoszech, w regionie Abruzja, w prowincji L’Aquila.
Według danych na rok 2004 gminę zamieszkiwało 25 149 osób, 433,6 os./km².

## Urodzeni w Sulmonie
- Owidiusz - rzymski poeta
- Innocenty VII - papież

## Miasta partnerskie
- Hamilton, Kanada
- Konstanca, Rumunia
- Burghausen, Niemcy